# Heidelbeerwanze

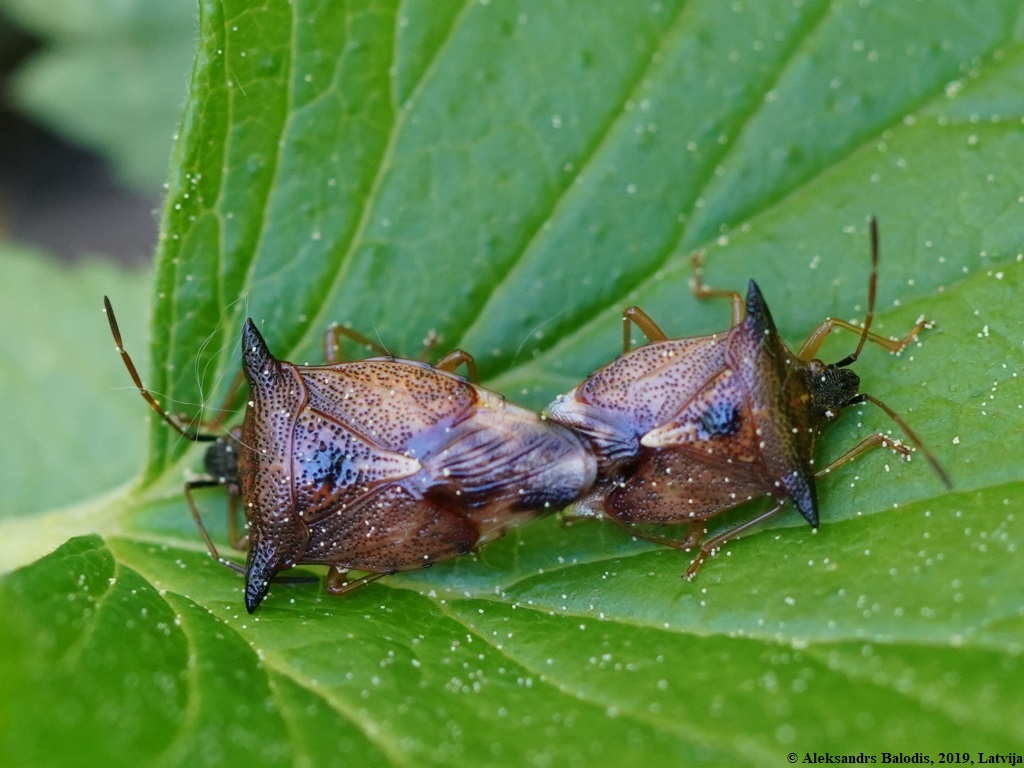
Heidelbeerwanzen bei der Paarung

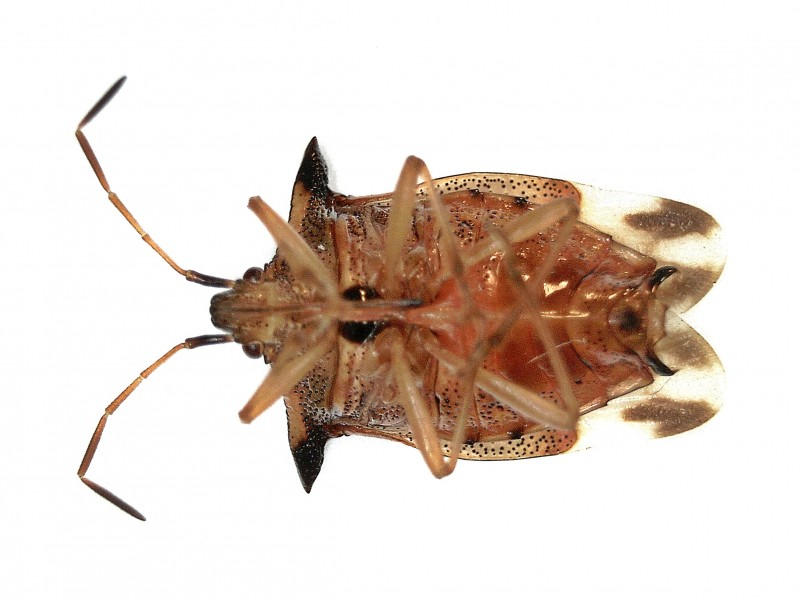
Unterseite eines Exemplars

Die Heidelbeerwanze (Elasmucha ferrugata) ist eine in Europa verbreitete Art der Wanzen.

## Merkmale
Die Körperlänge beträgt 6–9 mm. Am Halsschild befinden sich zwei kräftige schwarze Seitendornen. Die hellbraune Grundfarbe der Oberseite ist schwarz, weiß und gelb gemustert, mit einer groben Punktierung. Anhand des Musters ist die Art gut von anderen Wanzen zu unterscheiden. An der Unterseite befindet sich ein auffälliger Kiel in Längsrichtung.

## Verbreitung und Lebensraum
Die Art ist in West-, Mittel- und Nordeuropa, sowie Nordwestasien verbreitet. Von Großbritannien gibt es nur vereinzelte Nachweise, ansonsten kommt die Art von Mittel- und Südfrankreich über Norditalien, die Schweiz, Deutschland, Belgien, die Niederlande, Luxemburg, Österreich, Polen, Tschechien, Slowenien, Kroatien, Dänemark und den Süden von Norwegen und Schweden bis nach Finnland, Estland, Lettland, Litauen, Weißrussland, Rumänien, die Ukraine und Russland vor, wo sie östlich bis etwa zum 65. Grad östlicher Länge zu finden ist. Es wird auch von Vorkommen weiter östlich berichtet, bis nach Korea und Japan, wobei manchmal über ein Vorkommen und manchmal über ein Fehlen in China berichtet wird. Im Norden von Skandinavien und nördlich des 61. Breitengrades in Russland fehlt sie. In jüngerer Zeit gab es auch eine Studie mit ersten Nachweisen aus Montenegro, die Art scheint also in Osteuropa weiter südlich vorzukommen als häufig angenommen. In anderen Studien wurden zudem Nachweise für Albanien, Bosnien-Herzegowina, Bulgarien, Spanien, Kasachstan und die Mongolei ermittelt.
Die Art besiedelt Laub- und Nadelwälder, sowie Gärten, meist in höheren Lagen. Dort findet sie sich häufig in der Strauchschicht auf Heidelbeere und Preiselbeere, seltener auch auf Johannisbeeren, Brombeeren, Heckenkirschen, Weißdornen, sowie Arten der Gattung Prunus. In Nadelwäldern scheint die Art eine Präferenz für Kiefernwälder zu zeigen.

## Lebensweise
Die Imagines überwintern in der Laub- und Nadelstreu. Nach der Paarung im Mai oder Juni legen Weibchen ein Paket von ungefähr 35 Eiern an der Blattunterseite der Futterpflanzen ab. Es betreibt wie die nahe verwandte Fleckige Brutwanze eine Brutpflege und hält sich in der Nähe auf, auch während des ersten Larvenstadiums, in dem die Larven beieinander bleiben. Die Larven entwickeln sich über den Sommer, sodass die ab Juli und August auftretenden adulten Individuen wieder überwintern. Die Art saugt an Heidelbeeren, Johannisbeeren und Preiselbeeren, wobei Heidelbeeren bevorzugt werden. Bei Störung kann die Art ein stark riechendes Wehrsekret versprühen und damit die Früchte ungenießbar machen. Von der Funktion der Stinkdrüsen wird aber nur bei starker Bedrängnis Gebrauch gemacht.

## Taxonomie
Das Basionym der Art lautet Cimex ferrugatus, der heute gültige Name Elasmucha ferrugata. Die in älterer Literatur zu findende Variante Cimex ferrugator Fabricius ist eine Falschschreibung.